# Kasinogebäude (Flensburg-Mürwik)

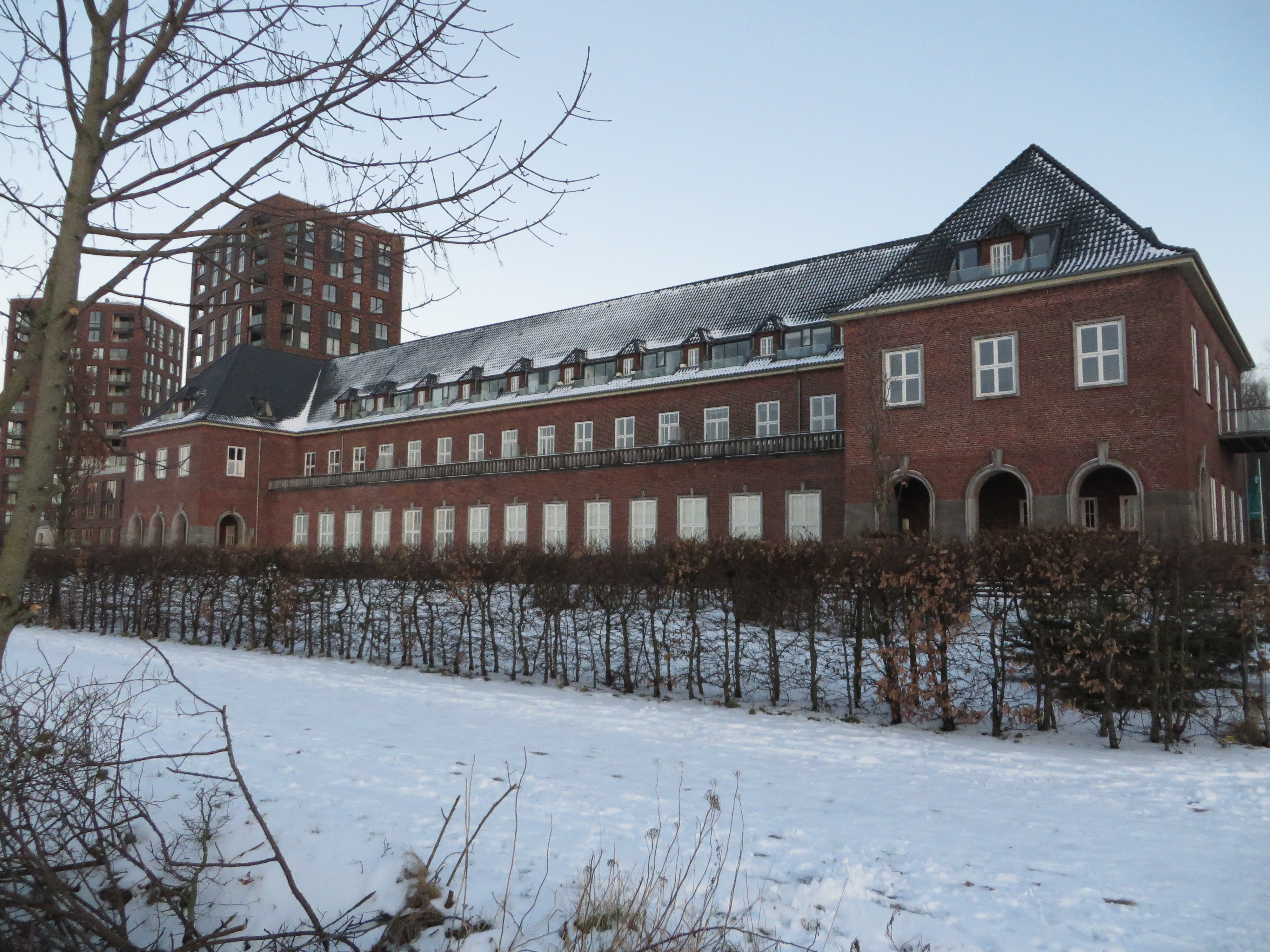
Das Kasinogebäude im Jahr 2015 (mit den später entstandenen Türmen Luv und Lee links im Hintergrund).

Das Kasinogebäude in Flensburg-Mürwik, im Stadtviertel Sonwik, entstand in den 1940er Jahren. Es gehört heute zu den Kulturdenkmalen der Stadt.

## Hintergrund
Das Kasinogebäude wurde erst zum Ende des Zweiten Weltkrieges, im Jahr 1944, zeitgleich mit der benachbarten Bonte-Kaserne fertiggestellt. Es sollte als Unteroffiziers- und Mannschaftskasino dienen. Es handelte sich also nicht um eine Spielbank, wie beispielsweise dem Casino am Flensburger ZOB. Es diente zudem auch als Wirtschaftsgebäude.
Das Gebäude entstand wie die angrenzenden nördlichen Bauten des Marinehafens aus rotem Backstein in der üblichen Grundform der anderen Gebäude dort. Architektonisch jedoch im Gegensatz zu diesen Gebäuden im in der nationalsozialistischen Zeit bevorzugten Repräsentationsstil. Insbesondere die Werksteingewände, welche die Arkaden an den  Seitenrrisalite betonen, stellen ein Element der nationalsozialistischen Repräsentationsarchitektur dar. Der Architekturkritiker Manfred Sack verknüpfte im Jahr 2007 das Gebäude deutlich, vollständig mit dem Nationalsozialismus. Er stellte, anders als bei den Nachbargebäuden, hinsichtlich dem Kasinogebäude fest: „[...] unübersehbar eine nationalsozialistische Architekturschöpfung. Man erkennt es am Sockel, vor allem an den Werksteineinfassungen im Erdgeschoss.“
Zum Ende des Zweiten Weltkrieges war das Gebäude Teil des Sonderbereichs Mürwik, in dem sich die letzte Reichsregierung unter Karl Dönitz niedergelassen hatte. Nahe dem Kasinogebäude befindet sich die Alte Blücherbrücke, an der im Mai 1945 das Schiff Patria mit der Alliierten Überwachungskommission lag. Nach dem Krieg wurden die Gebäude am Marinehafen von der britischen Besatzungsmacht und Industriebetrieben genutzt. Zum Ende der 1950er Jahre bezog die Bundesmarine das Gebäude, wie auch die meisten anderen Gebäude im Bereich des Stützpunktes Flensburg-Mürwik. Nachdem die Marine nach Ende des Kalten Krieges ihren Marinehafen aufgab, wurde auch das Kasinogebäude Teil der anschließenden Konversion. 
Das Gebäude wurde 1998 aus geschichtlichen, künstlerischen sowie städtebaulichen Gründen unter Denkmalschutz gestellt. Bis 2007 wurde das Gebäude saniert und zu einem Wohn- und Geschäftshaus umgebaut. Teile des Gebäudes wurden dabei im Sinne des Denkmalschutzes zurückgebaut. Auf der östlichen Rückseite wurde zudem ein Erschließungstreppenturm hinzugefügt.
Das Kasinogebäude besitzt heute die Adresse Am Fördeufer 2–6. Es trägt des Weiteren den Zusatz Gebäude 8. Auch die Nachbargebäude tragen eine solche Gebäudenummer, die wohl aus der Zeit der militärischen Nutzung stammen. Im Erdgeschoss befinden sich heute Gewerbebetriebe und im Obergeschoss Eigentumswohnungen.